# Hermione Gingold
Hermione Ferdinanda Gingold (Londres, 20 de setembro de 1897 — Manhattan, 24 de maio de 1987) foi uma atriz britânica.